# 吉米站
吉米站（英語：Gymea station）是一個城市鐵路東郊及伊拉瓦拉線的沿線車站，它位於悉尼的吉米，是一個住宅區。車站兩邊都設有月台。

## 歷史
吉米站在1939年開放，當時該地是附近較早開發的住宅區。原本在最初該站附近建在一個避車回線，在1980年代便伸延至嘉令巴。 2005年車站加裝了升降機及觸覺條（tactile strips），方便傷殘人士出入。
在城市鐵路路線清理計畫中，克羅努拉線將會雙軌化，使能服務更多班次。現時工程正進行中，預計於2008年完成。

## 月台服務
每小時在每個方向各有2班列車，最多每小時4班列車（每個方向）。儘管該站有2個月台，但因為克羅努拉線大部份是單軌鋪設，因此班次比其他車站較少。
1號月台
- 東郊及伊拉瓦拉線 — 往邦迪聯運

2號月台
- 東郊及伊拉瓦拉線 — 往克羅努拉

## 接駁交通
在附近設有威而亞交通（Veolia Transport）的站點。
- 974 - Between 米灣達 and 吉米灣
- 975 - Between 米灣達 and 灰角（Grays Point）

### 傷殘人士設施
該站不設有傷殘人士設施。